# Krajowy Sztab Wojskowy
Krajowy Sztab Wojskowy (KWSz) - utworzony w 1941, po decyzji II Zjazdu Organizacji Ukraińskich Nacjonalistów (OUN) w Krakowie, na bazie Wojskowego Ośrodka OUN, w celu zbrojnej walki przeciw Niemcom.
Pierwszym dowódcą był wojskowy referent Prowodu OUN Dmytro Hrycaj, po nim Roman Szuchewycz.
Z inicjatywy KWSz utworzono pod koniec czerwca 1941 oficerską szkołę OUN w Mostach Wielkich (dowódca - Dmytro Hrycaj), szkoły podoficerskie: w Pomorzanach (dowódca por. Wasyl  Iwachiw), Równem (dowódca - płk Łeonid Stupnyckyj), Radziechowie (dowódca - por. Osyp Karaczewśkyj), Łucku (dowódca - por. Wirłyk), oraz wiele kursów sanitarnych, saperskich i radiotelegrafistów.
Po próbie utworzenia Państwa Ukraińskiego KWSz przeszedł do podziemia jako kureń gospodarczy, wiosną 1943 został włączony do UPA.